# Jacopo Finzi
Jacopo Finzi (Firenze, 1873 – Firenze, 1902) è stato uno psichiatra italiano.
Laureatosi a Bologna nel 1896, si applicò subito agli studi psichiatrici presso il manicomio di Ferrara, diretto da Ruggero Tambroni. Nel 1897 seguì ad Heidelberg l'insegnamento di Emil Kraepelin, le cui idee si erano diffuse in Italia attraverso molti scritti, e in particolare nel Manuale di psichiatria del XX secolo.
Insieme ad Alberto Vedrani, diede un contributo allo studio clinico della demenza precoce.